# Dorcadion nudipenne
Dorcadion nudipenne là một loài bọ cánh cứng trong họ Cerambycidae.